# Eg (landbouw)

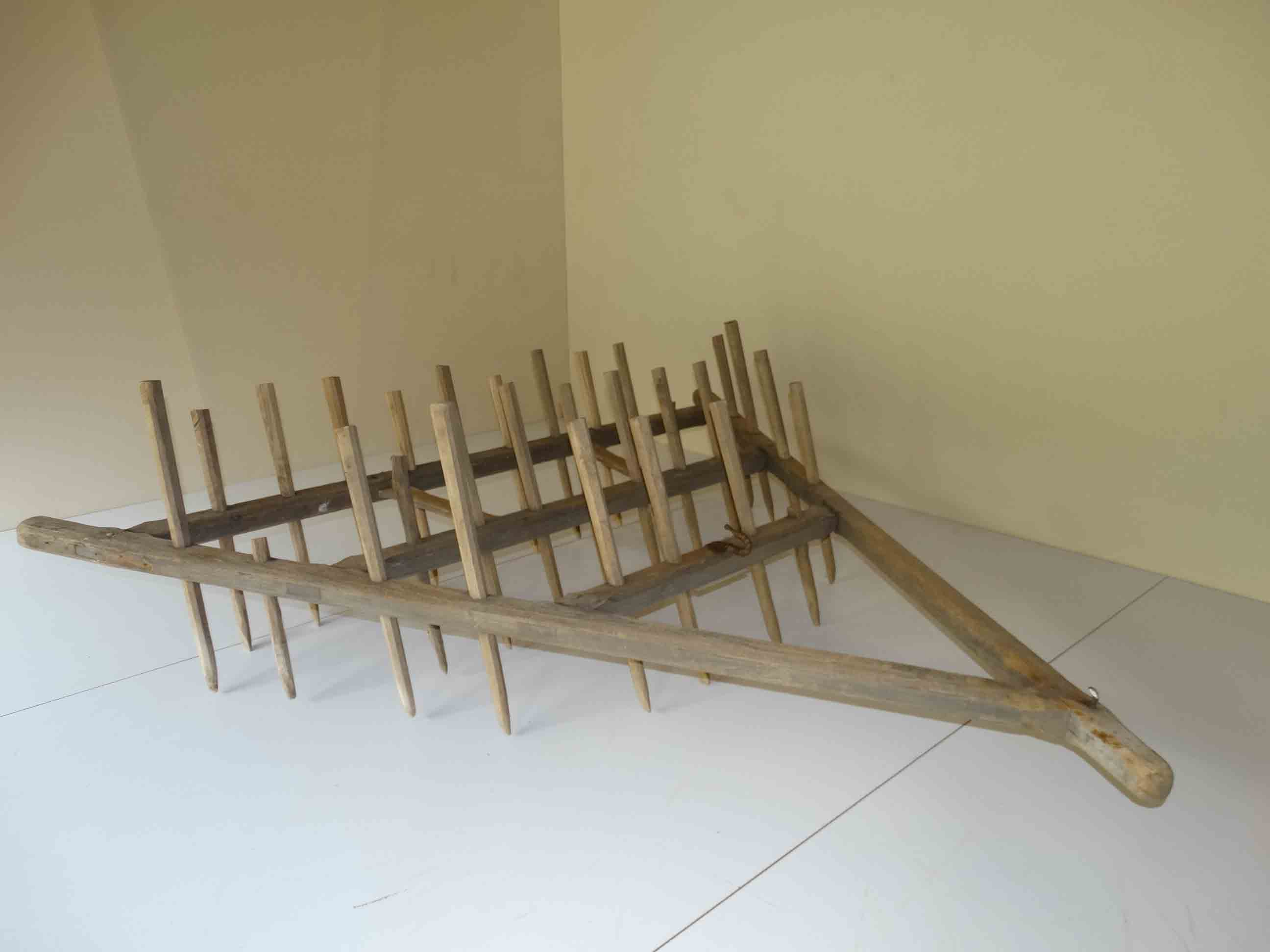
Eg met driehoekige vorm, 1901-1940, in Zwevezele (Collectie Bulskampveld)

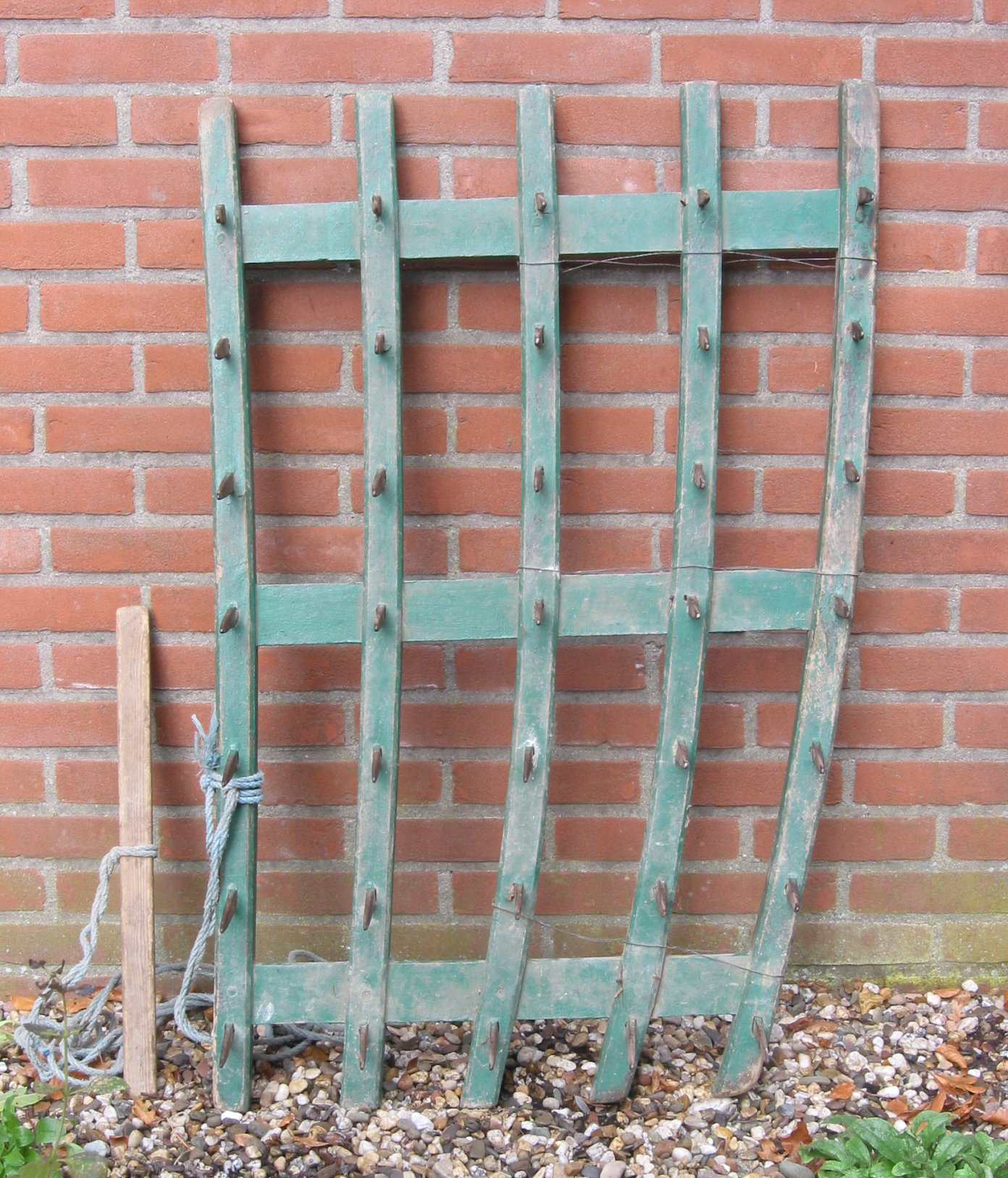
Handeg

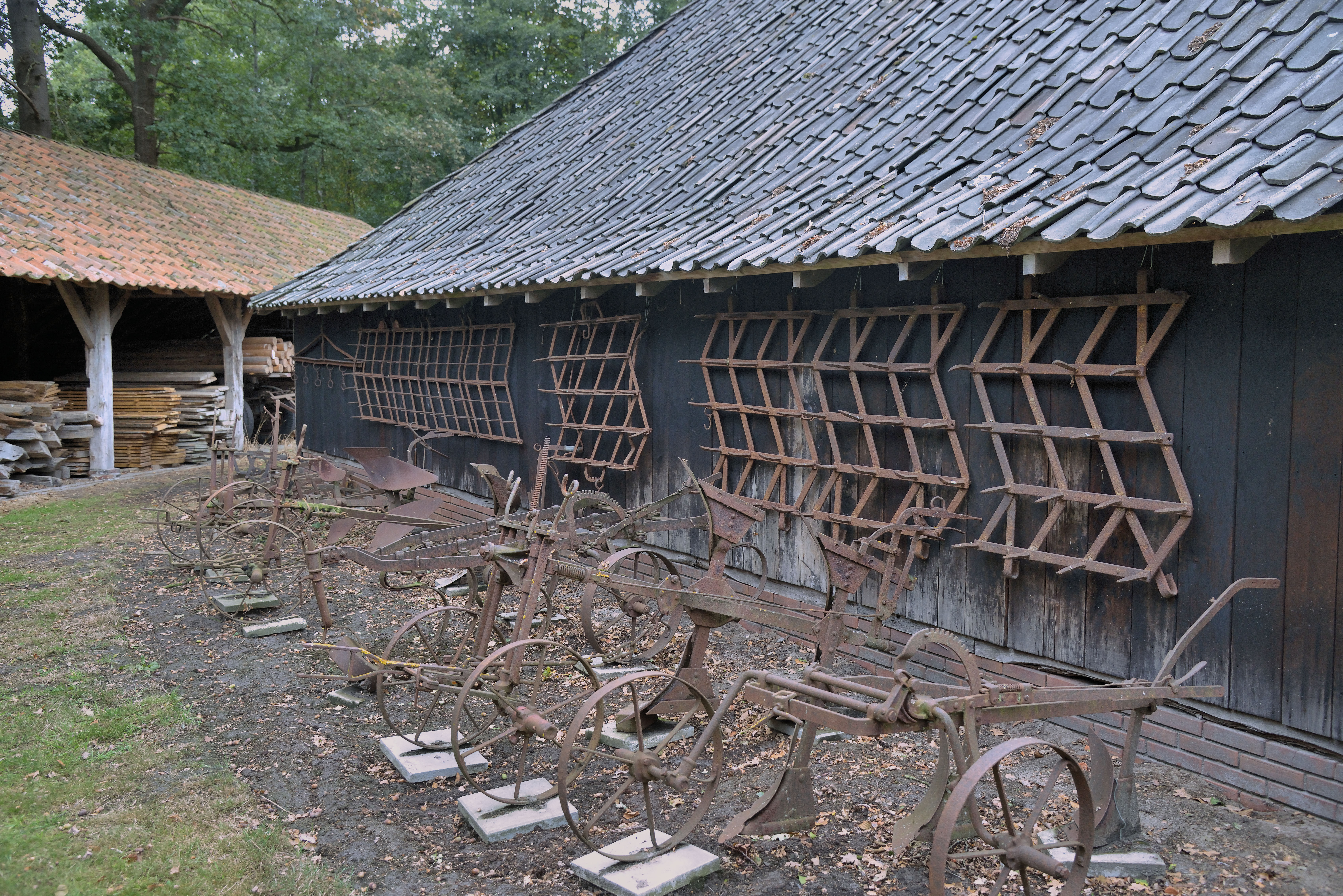
Eggen in openluchtmuseum Erve Kots

Een eg of egge is een land- en tuinbouwwerktuig waarmee grove kluiten aarde worden fijn gemaakt. Daarnaast kan een eg gebruikt worden om braakliggende landbouwgrond los te maken ter voorbereiding van een nakomende bewerking. Een eg kan ook dienen om organisch materiaal, zoals bijvoorbeeld stalmest, met de aarde van de akker te vermengen.

## Geschiedenis
De eg is een heel oud werktuig. De eerste sporen in de Lage Landen dateren uit de Romeinse Tijd. Samen met bijvoorbeeld de ploeg en de rol was het een van de tuigen die op elke boerderij aanwezig was. De klassieke houten eg - in driehoeksvorm of vierhoekig - was het werk van de wagenmaker. Eggen bestonden in alle maten en soorten, naargelang het uit te voeren werk en de structuur van de grond. Voor het verkruimelen van de kluiten grond na het ploegen werden de eerder zware types gebruikt, met lange en sterke houten of ijzeren tanden. Om de eg voldoende diep in de grond te houden, werd ze wel eens verzwaard met stenen. De tanden steken meestal aan de bovenzijde uit om bij slijtage door te slaan zodat een gelijke diepte bleef behouden. Fijner egwerk was bijvoorbeeld het ineggen van zaaigoed. Dan waren de - doorgaans driehoekige - eggen voorzien van fijnere en kortere tanden. De eg werd door één paard getrokken, met de tanden naar voren gericht. In de negentiende eeuw kwamen de volledig ijzeren eggen op, allen industrieel vervaardigd. Verwant met de eg, maar duidelijk een ander werktuig, is de sleepeg.

## Handeg
Een handeg wordt nog op beperkte schaal gebruikt in de tuinbouw. Het is een raamwerk van hout, waarin op regelmatige afstanden korte ijzeren pennen (van bijvoorbeeld 7 cm lengte) zitten. De eg wordt voortgetrokken met een touw. Voor het zaaien wordt de grond geëgd, waardoor er kleine geultjes in de grond ontstaan. Na het zaaien wordt nog een keer geëgd, waarbij het zaad met de grond wordt bedekt. Hierna wordt de grond vaak nog met een rol aangedrukt.

## Machinaal eggen
Bij het machinaal eggen wordt de eg voortgetrokken door een tractor. Er zijn verschillende typen eggen die achter de tractor gebruikt worden, hieronder zijn vier types uitgelicht.
- de klassieke eg met middelkorte tanden, ook wel ondiepe cultivator genoemd.
- de cultivator voor een diepere grondbewerking.
- de schijveneg waarbij er geen tanden maar ronde schijven aan de eg zitten. Een schijveneg wordt gebruikt om de grond los te maken.
- de rotorkopeg waarbij er tanden op draaiende schijven zitten. Een rotorkopeg wordt gebruikt om de grond fijn te maken.

## Galerij

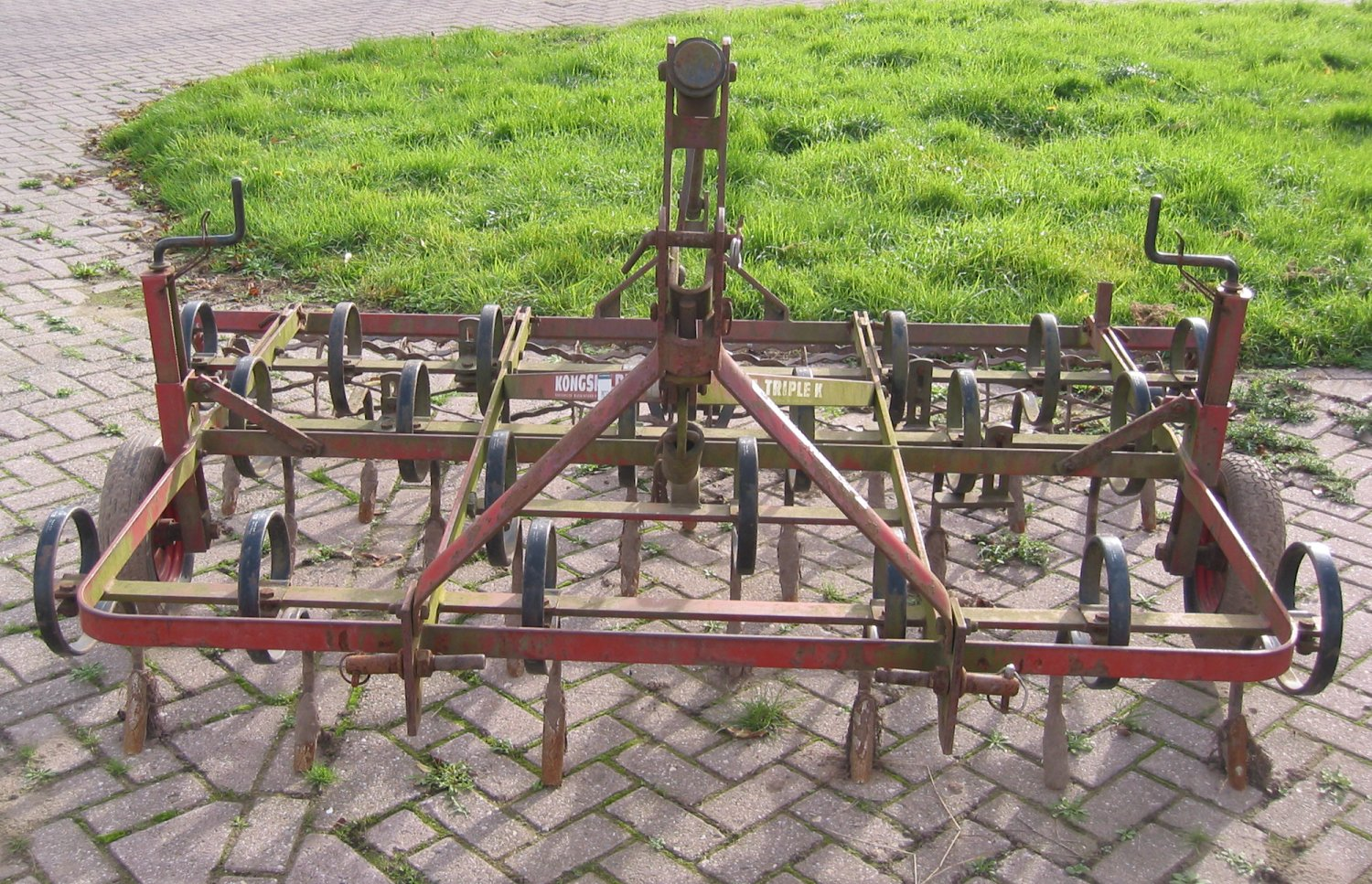
Ondiepe cultivator met geveerde tanden (triltandcultivator)
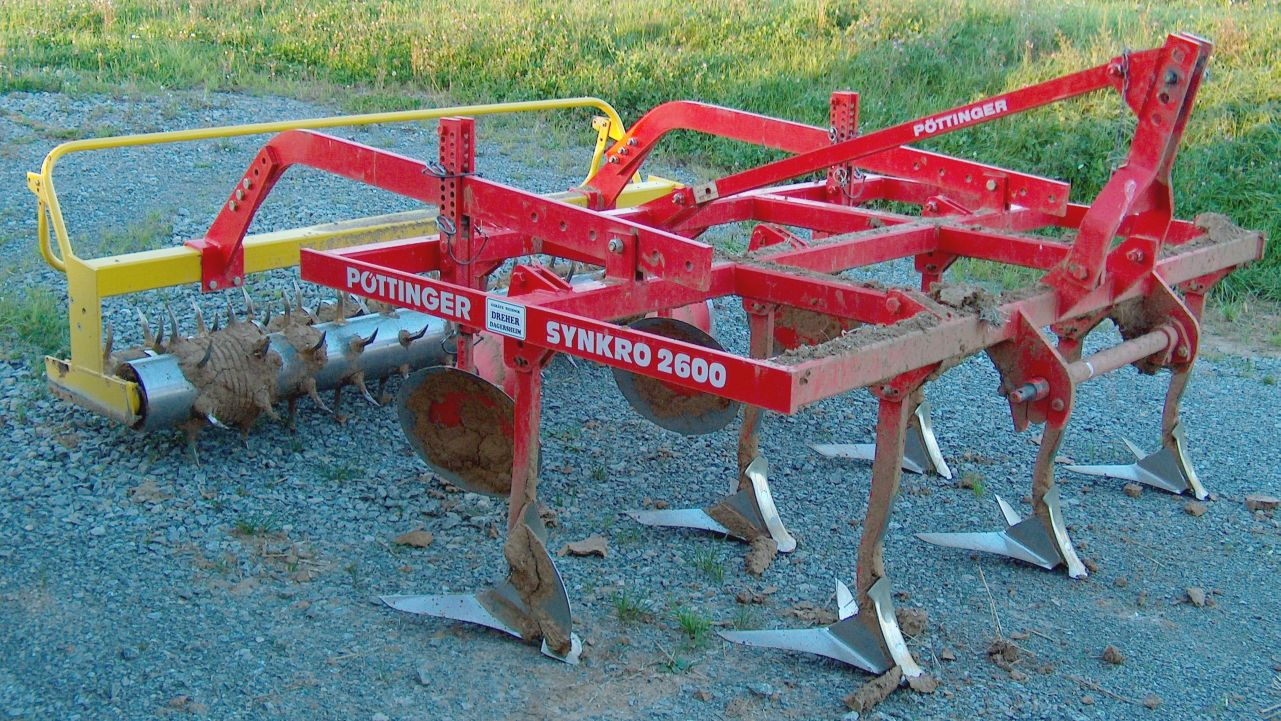
Cultivator met diepe tanden en achterop een nalooprol
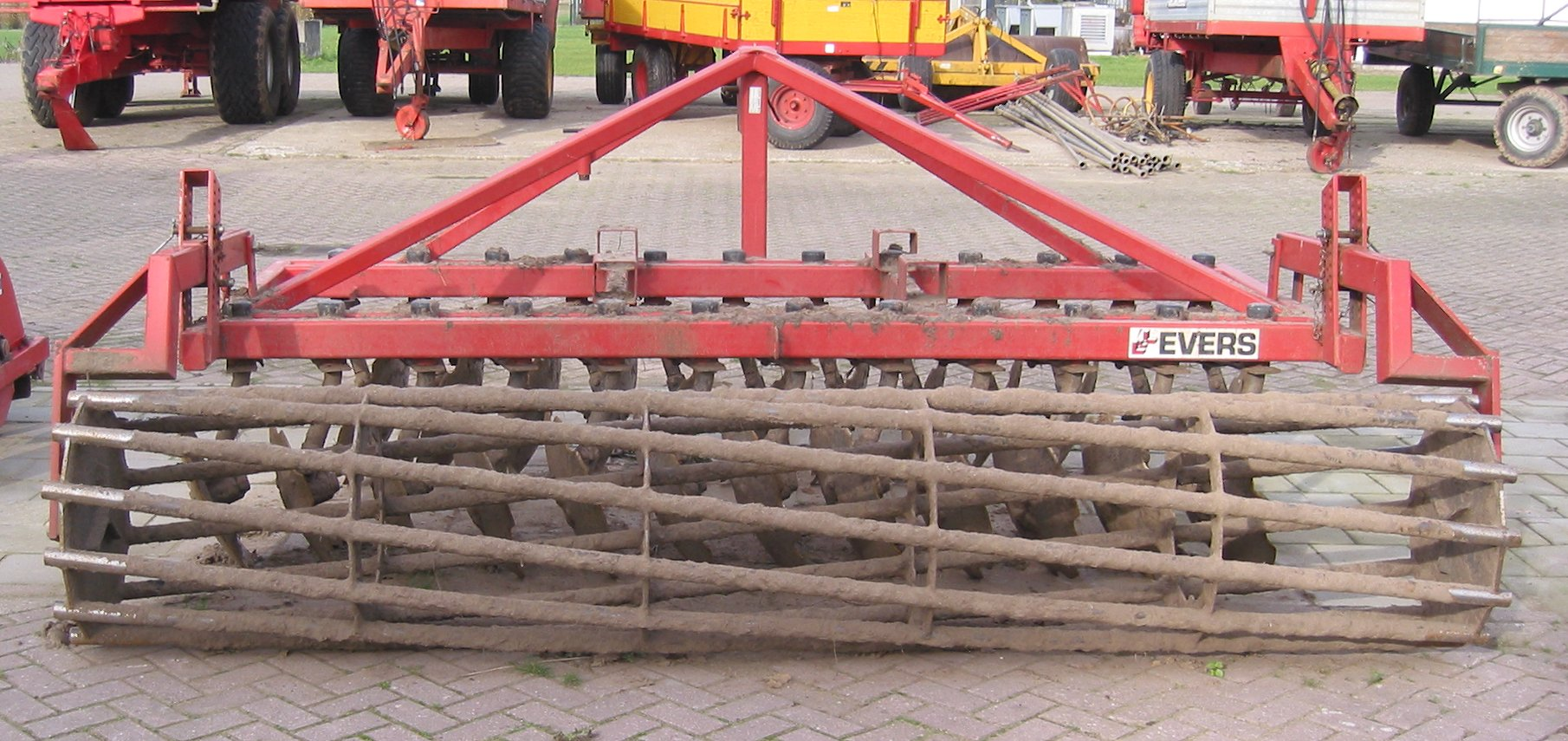
Schijveneg met achterop een verkruimelrol
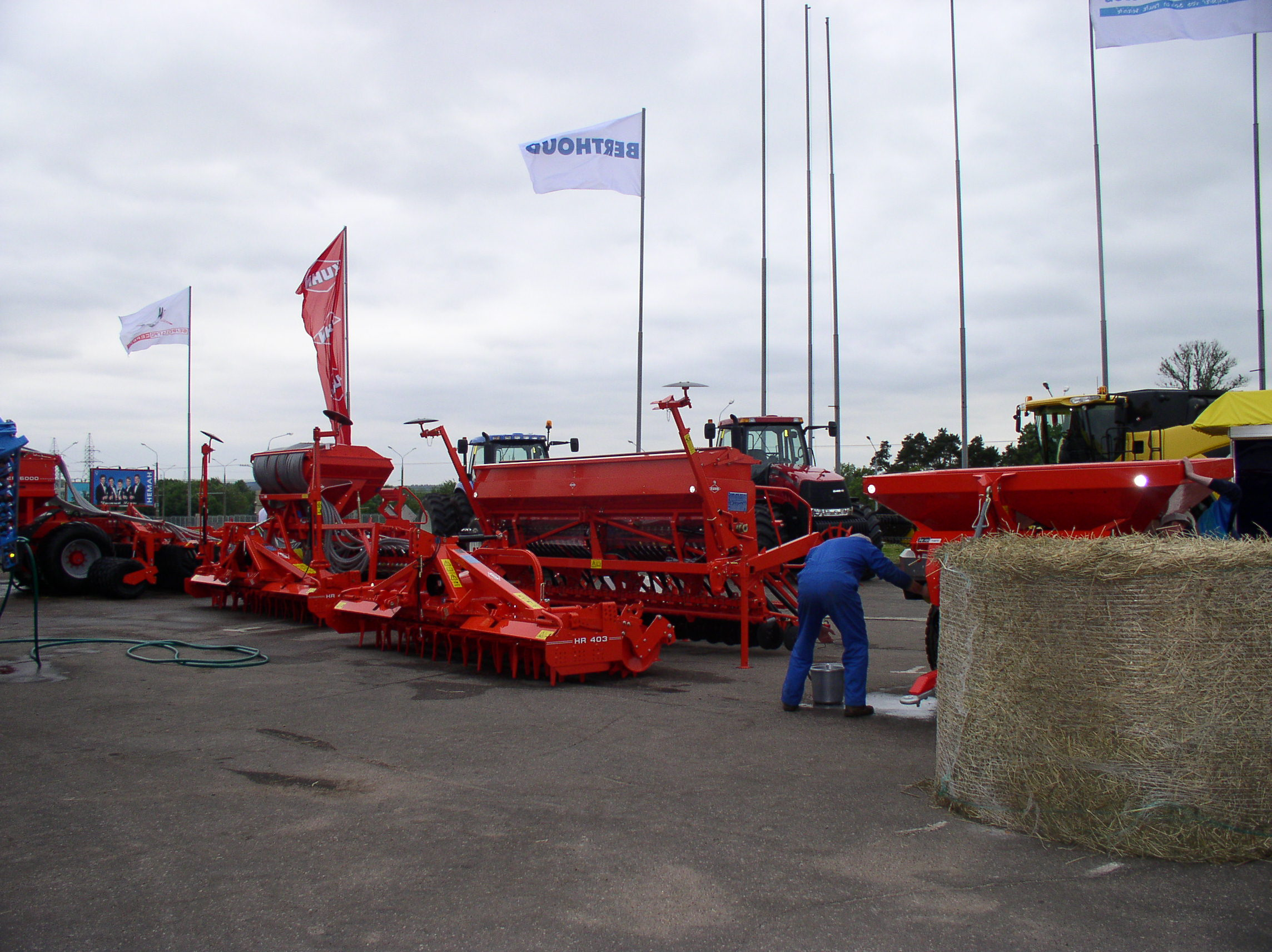
Rotorkopeg met nalooprol centraal in beeld